# Élections fédérales mexicaines de 1867
Les élections fédérales mexicaines de 1867 se sont organisés en deux jours : le 22 septembre 1867, pour l'élection du président de la République, et le 7 octobre 1867 pour l'élection des représentants de la Chambre des députés. 
Ces élections interviennent après la chute du Second Empire mexicain et la restauration du régime républicain au Mexique après l'échec de l'expédition française. L'ancien président libéral Benito Juárez, chef naturel du camp républicain durant la guerre, remporte l'élection présidentielle face au général Porfirio Díaz, qui tente de prendre le contrôle du Parti libéral, avec le soutien de quelques conservateurs. Lors du second tour, les libéraux obtiennent une majorité absolue au Congrès.   

## Contexte politique et international

### Guerre civile et fin de la République libérale
En 1859, les conservateurs, opposés à Juárez signèrent avec l'Espagne le traité de Mon-Almonte ; ils y promettaient de payer les dettes dues aux Européens. C'est donc à un Mexique affaibli et divisé qu'allait s'attaquer la coalition franco-anglo-espagnole, menée par la France. 
En 1861, Benito Juárez, membre du parti libéral, accéda au pouvoir après la fin de la guerre civile contre les conservateurs. Son gouvernement signa avec les États-Unis le Tratado de Tránsito y Comercio connu aussi sous le nom erroné de traité McLane-Ocampo, qui aurait concédé à perpétuité des droits de passage sur le territoire mexicain, notamment dans l'isthme de Tehuantepec, en échange entre autres de l'appui militaire des États-Unis en cas d'intervention étrangère. Ce traité n'entra jamais en vigueur, car il ne fut pas ratifié par le Sénat des États-Unis. 
Après la signature de la Convention de Londres (1861), les gouvernements espagnol et britannique envoient eux aussi une force expéditionnaire (le Mexique leur doit bien plus d'argent qu'à la France). Les Espagnols envoient le général Juan Prim débarquant le 17 décembre 1861 et 4 000 soldats provenant de Cuba. Les Britanniques envoient 700 marines à bord d'une escadre formée de deux vaisseaux et quatre frégates commandées par l'amiral Dunlop qui débarquent le 4 janvier 1862. Le 8 janvier, les Français arrivent avec l'escadre de l'amiral Jurien de La Gravière avec le Masséna, cinq frégates, deux avisos à hélice et un à roues, deux canonnières et trois transports amenant les prémices du corps expéditionnaire[réf. nécessaire]. Rapidement, les forces gouvernementales mexicaines sont vaincues. Lorsque la nouvelle de la défaite devant Puebla et le combat victorieux du Cerro Borrego sont connus à Paris, Napoléon III envoie un renfort de 26 000 hommes sous le commandement d'un nouveau général en chef, Élie-Frédéric Forey. Ce dernier et ses hommes débarquent en septembre 1862 et entreprennent une deuxième fois le siège de Puebla. 
Par la suite, l'armée française parvient à progresser sans encombre jusqu'à Mexico, d'où le président Juárez s'est enfui avec le gouvernement libéral pour se réfugier à El Paso del Norte, à la frontière des États-Unis. En juillet 1863, une « assemblée de notables » du parti conservateur réunie à Mexico offre la couronne impériale à l'archiduc d'Autriche Maximilien de Habsbourg. Ce dernier met plus d’un an à l’accepter. En attendant la décision du prince, le pouvoir est confié à un conservateur, Juan Nepomuceno Almonte, qui assure la régence. À la suite de la prise de la ville, l'armée reçoit la tâche de « pacifier » l'État de Puebla. Les militaires multiplient les marches, fortifient les villages visités, et parviennent non sans mal à faire régner l’ordre impérial. Mais un obstacle leur barre la route : la ville d’Oaxaca, fief du chef républicain Porfirio Díaz. Le général Bazaine, qui avait remplacé Forey, décide de mener lui-même les opérations contre cette ville. Celles-ci commencent à la fin de l'année 1864. Mais le siège ne dure pas longtemps : en février 1865, Porfirio Díaz signe la reddition d’Oaxaca.

### Du Second Empire à la Restauration républicaine
Le 10 avril 1864, dans la salle du trône de Miramare, l'archiduc Maximilien devient officiellement empereur du Mexique sous le nom de Maximilien Ier. Il affirme que les vœux du peuple mexicain lui permettent de se considérer comme l'élu légitime du peuple. Dans un premier temps, le Second Empire mexicain réussit à se faire reconnaître par plusieurs puissances européennes, dont la France, le Royaume-Uni, l'Espagne, la Belgique, l'Autriche et la Prusse. En vertu de la doctrine de Monroe, les États-Unis continuent toutefois à soutenir les insurgés républicains de Benito Juárez, que l'empereur Maximilien échoue à vaincre durablement. 
En avril 1865, la guerre de Sécession prend fin par la victoire du Nord. Le représentant de Benito Juárez, Matias Romero, pousse le gouvernement de Washington à masser ses troupes le long de la frontière avec le Mexique, y apportant armes, munitions et matériel. Les troupes du gouvernement républicain voient aussi leurs effectifs augmentés d'anciens combattants de la guerre de Sécession américaine. Dans ces conditions, la France ne peut plus se permettre de gaspiller ses forces dans une aventure à longue distance, et Napoléon III décide donc de retirer ses troupes, abandonnant peu à peu les villes du nord, Mexico, Puebla, et Veracruz. Durant cette retraite, Juárez évite soigneusement tout accrochage inutile avec les Français. La guerre du Mexique fait trois derniers morts. En juin 1867, l’empereur Maximilien, qui, se considérant comme devenu Mexicain envers et contre tous et se croyant capable de maintenir l'Empire sans aide étrangère, refuse d’abdiquer. Il se réfugie dans Santiago de Querétaro. Bientôt cerné par les républicains, il se rend. Maximilien est fait prisonnier et condamné à mort. Le 19 juin 1867, à Santiago de Querétaro, il est exécuté avec ses généraux Miguel Miramón et Tomás Mejía. 
Juárez proclame la déchéance de l'Empire, rétablit la République et assure l'intérim en attendant la tenue d'un nouveau scrutin présidentiel. 

## Résultats et conséquences

### Élection présidentielle
L'élection du président a lieu le 22 septembre 1867, avec la participation de trois candidats, tous des sympathisants du Parti libéral.
| Candidat à la présidence | Appartenance politique | Votes | %     |
| ------------------------ | ---------------------- | ----- | ----- |
| Benito Juárez            | Libéral                | 7 422 | 54,89 |
| Porfirio Díaz            | Libéral                | 2 709 | 26,10 |
| Jésus González Ortega    | Libéral                | 249   | 2,40  |
|                          |                        |       |       |
| Total                    | Total                  | 9 636 | 100   |

### Élections législatives
Les élections législatives se déroulent le 7 octobre 1867, après l'élection du président, afin d'élire les 176 membres à la Chambre des députés. 
| Partis       | Députés élus |
| ------------ | ------------ |
| Libéral      | 176          |
| Conservateur | 0            |
| Total        | 176          |